# Падді Мейн
Підполковник Роберт Блер Мейн (англ. Robert Blair Mayne, DSO & Three Bars) (11 січня 1915 — 14 грудня 1955), більш відомий як Педді Мейн або просто Блер, був офіцером британської армії з Ньютаунвардса. Був чемпіоном з боксу серед аматорів, здобув кваліфікацію адвоката і був капітаном збірної Ірландії та Британських і Ірландських левів у регбійному союзі, перш ніж стати одним із засновників Спеціальної повітряної служби
Мейн був ключовою фігурою під час багатьох операцій Другої світової війни, як на ранніх етапах створення SAS, так і під час масштабних наступальних кампаній союзників. Його військова кар'єра охоплює операції в Північній Африці, на Середземному морі, у Західній Європі та під час висадки союзників у Нормандії.

## Раннє життя та спортивні досягнення
Роберт Блер «Падді» Мейн народився в Ньютаунвардсі, графство Даун, Ірландія, третім сином і шостим з семи дітей вірної пресвітеріанської родини шотландського походження, серед яких був сер Вільям Мейн. Мейни стали відомими в Ольстері як купці і землевласники, що володіли кількома підприємствами роздрібної торгівлі в графстві Даун — у них було кілька підприємств. Нащадок Бойлів та О'Нілів, Мейн був охрещений Робертом Блером на честь троюрідного брата, капітана Роберта Річмонда Блера (англ. Robert Richmond Curwen Blair, DSO), який на момент його народження служив у 5-ому батальйоні прикордонного полку під час Першої світової війни. Родинний дім, Маунт Плезант Хаус, був розташований на пагорбах над Ньютаунардсом.
Мейн навчався в гімназії Regent House School. Саме там відкрився його талант до гри у регбі. У віці 16 років він грав як за шкільну команду, так і за місцевий клуб. Навчаючись у гімназії, він також грав у крикет і гольф, а також виявив здібності до стрільби у стрілецькому клубі. Потім Мейн вступив на юридичний факультет Королівського університету в Белфасті, вивчаючи право, щоб стати адвокатом.
Будучи студентом Королівського університету, Мейн почав займатися боксом і в серпні 1936 року став чемпіоном Ірландії серед студентів у важкій вазі. Після цього він дійшов до фіналу британського чемпіонату серед студентів у важкій вазі, але програв за очками. З гандикапом 8 він виграв Кубок президента гольф-клубу Скрабо наступного року.
Першу кепку збірної Ірландії з регбі Мейн також отримав у 1937 році, в матчі проти Уельсу. Завоювавши ще п'ять кепок для Ірландії як крайній нападник, Мейн був відібраний для участі в турі Британських Левів 1938 року до Південної Африки. Хоча Леви програли перший тестовий матч, південноафриканська газета заявила, що Мейн був «видатним гравцем у групі, яка з азартом і невтомністю виконувала величезне завдання». Він зіграв у сімнадцяти з двадцяти провінційних матчів і в усіх трьох тестових матчах. Повернувшись додому з Південної Африки, він приєднався до RFC Malone в Белфасті.
Під час турне по Південній Африці з «Британськими та Ірландськими левами» у 1938 році, проявився буйний характер Мейна: він розгромив готельні номери партнерів по команді, тимчасово звільнив в'язня, з яким подружився і який працював на будівництві стадіону «Елліс Парк», а також втік з офіційної вечері, щоб піти на полювання на антилоп. 
Мейн отримав схвальний відгук під час трьох матчів за збірну Ірландії, які він зіграв у 1939 році, в одному зі звітів говорилося: «Мейн, який вирізняється стриманою, майже безжальною ефективністю, що сильно контрастує з азартною манерою О'Лафліна, може здаватися не надто швидким, але, як не раз пересвідчувалися тричвертні та фулбеки, він долає дистанцію з винятковою швидкістю для своєї статури». 
Також як кадет Королівського університету Белфасту, Корпус підготовки офіцерів Мейн закінчив університет зі ступенем бакалавра права на початку 1939 року і приєднався до компанії George Maclaine & Co. в Белфасті після того, як п'ять попередніх років працював стажером в адвокатській фірмі Томаса К.Г. Макінтоша.

## Друга Світова Війна

### Початкові призначення
У лютому 1939 року, до початку Другої світової війни, Мейн приєднався до 4-го батальйону (додаткового резерву) Королівських ольстерських стрільців у Ньютаунвардсі, а наступного місяця отримав призначення в Королівську артилерію і був направлений до 5 легкої зенітної батареї (5LAA) у складі 8 зенітного полку, пізніше 8 (Белфаст) важкого зенітного полку. Коли 5 LAA батарея була призначена до 9 зенітного полку для служби за кордоном, Мейн був переведений до 66 легкого зенітного полку в Північній Ірландії. Потім, у квітні 1940 року, він був переведений назад до Королівських Ольстерських стрільців.